# Бенмюсса, Симона
Симона Бенмюсса́ (фр. Simone Benmussa, 10 июля 1931, Тунис — 5 июня 2001, Париж) — французский театральный режиссёр и теоретик театра, прозаик, драматург, театровед, сценограф тунисского происхождения.

## Биография
Родилась в Тунисе, в еврейской семье. Училась в Sciences Po и Сорбонне. Заведовала литературной частью в театральной компании Рено-Барро, входила в редакционный совет Тетрадей компании. С 1976, не оставляя работы в компании Рено-Барро, начала самостоятельно ставить экспериментальные спектакли. Участница многочисленных коллоквиумов по театральному авангарду в Европе и Америке.

## Постановки

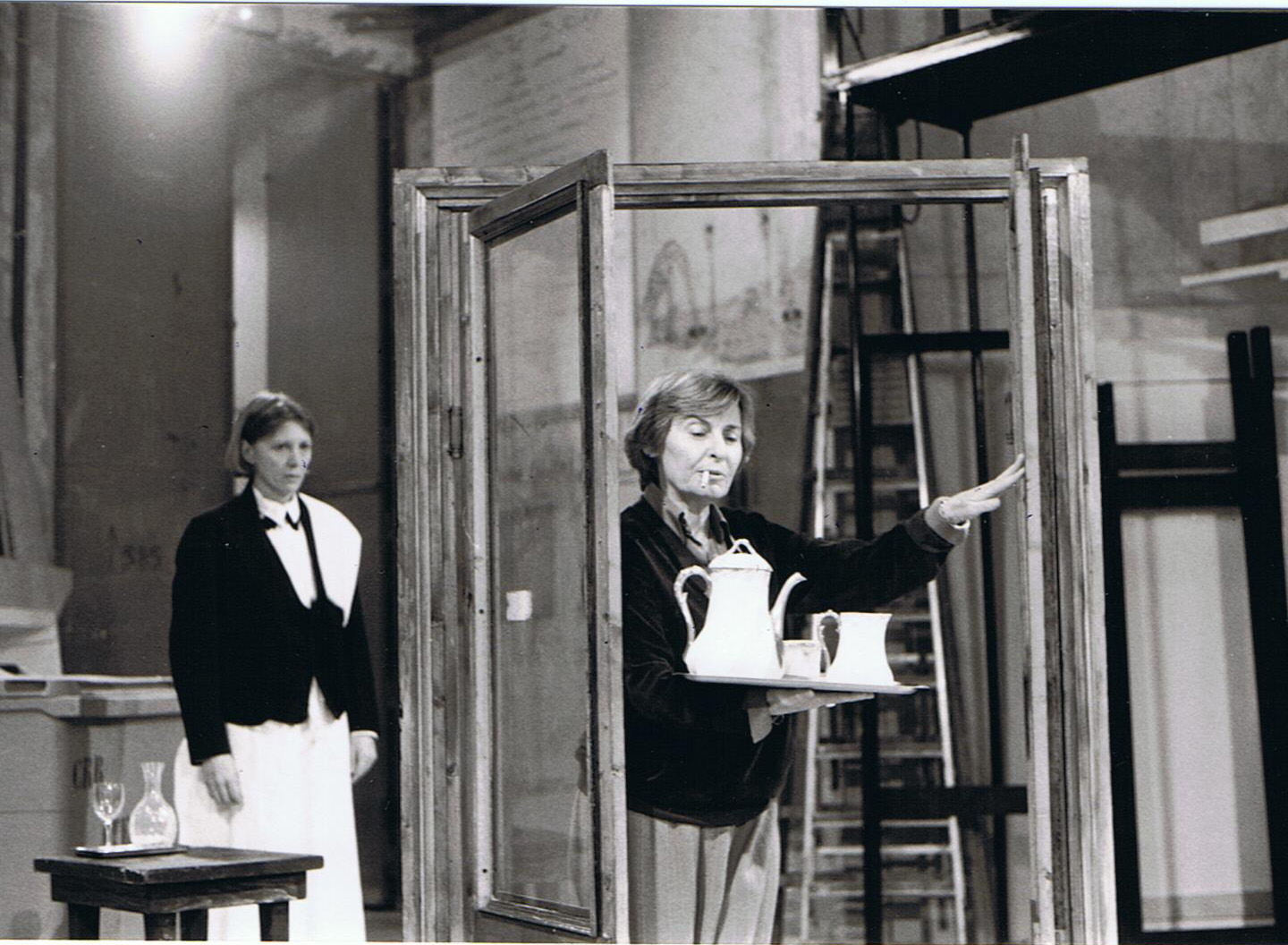
Симона Бенмюсса и Орор Клеман на репетиции, 1988

- 1976: Портрет Доры Элен Сиксу (о случае истерии, исследованном Фрейдом), с участием Каролин Карлсон, эпизоды сняты Нестором Альмендросом и Маргерит Дюрас, демонстрировались во Франции, Швейцарии и Австрии. Новая постановка в Лондоне, 1979.
- 1977: Взморье Северо Сардуя
- 1977/1978: Поразительная жизнь Альберта Ноббса, по Джорджу Муру. Новые постановки в Лондоне (с Сюзанной Йорк), Риме, Дублине, Нью-Йорке (с Гленн Клоуз) и Париже (с Орор Клеман).
- 1978: Путешествие по утраченному времени, спектакль-выставка по семейным документам XIX в.
- 1979: Apparences по Генри Джеймсу (с Сюзанной Йорк, Сами Фрэем и др.). Новая постановка — в Лондоне (1980)
- 1979: Тайная опера Марии Каллас, спектакль-выставка
- 1980: Бунт, Вилье де Лиль-Адана
- 1981: Смерть Ивана Ильича, по Л.Толстому
- 1981: Вирджиния, пьеса Эдны О’Брайен по текстам и письмам Вирджинии Вулф.
- 1982: Камера обскура, по произведениям Гертруды Стайн, с участием Лусинды Чайлдс
- 1982/1983: Freshwater Вирджинии Вулф. Постановка была показана в Лондоне и Нью-Йорке в 1983, в Сполето в 1984. В новой постановке 1984 в парижском театре Рон-Пуэн главные роли исполнили Эжен Ионеско, Натали Саррот, Ален Роб-Грийе, Мишель Деги, Джойс Мансур и др.
- 1984: Детство Натали Саррот. В том же году пьеса была поставлена в Нью-Йорке с участием Гленн Клоуз.
- 1984/1985: Голос человеческий Жана Кокто с Сюзанной Йорк. Поставлено в Лондоне, Нью-Йорке, Бухаресте, Будапеште, Афинах и Эдинбурге.
- 1985: Возвращение во Флоренцию Генри Джеймса.
- 1986: Да или нет Натали Саррот. Возобновлена в 1988, шла на сценах Франции и Швейцарии до 2000. Исключительный успех имела постановка пьесы в Барселоне.
- 1986: Купание Дианы Пьера Клоссовски (с записью авторского голоса).
- 1987: опера Призма шамана по комиксам Пола Дженкинса.
- 1988: Лощина по Агате Кристи.
- 1989: Мишле, или Слёзный дар, по произведениям Мишле.
- 1990: L’Absolu naturel Гоффредо Паризе.
- 1991: Моцарт в Париже, спектакль-выставка
- 1992: В летнем домике Джейн Боулз, поставлена в Барселоне на каталанском языке.
- 1993: Римская лихорадка и Кристофер Эдит Уортон. Возобновлено в 1995.
- 1994: Счастливые дни Сэмюэла Беккета. Поставлено в Лондоне.
- 1995: Путешественники по Ницше и Лу Андреас-Саломе с музыкой Ницше и Арнольда Шёнберга.
- 1995/1996: Женщины Джейка Нила Саймона. Поставлено в Барселоне.
- 1996: Сцены безумия, монтаж по произведениям Лотреамона, Мопассана, Стриндберга, Ницше, Клейста и Шекспира. Поставлено в Барселоне.
- 1996: Художник и его модели, по Генри Джеймсу.
- 1998: Мария Каллас: женщина, голос, миф, спектакль-выставка
- 1999: Священный огонь по переписке Жорж Санд и Фредерика Шопена.

## Книги
- Eugène Ionesco (1966)
- Le Prince répète le Prince, роман (1984)
- Nathalie Sarraute: qui etes vous, биография (1987)
- Entretiens avec Nathalie Sarraute, беседы (1999)

## Публикации на русском языке
- Театральная постановка и разрушение реальности// Теория театра. Сборник статей. Москва: Международное агентство «A.D.&T.», 2000